# Falscher Raketenalarm auf Hawaii 2018
Der falsche Raketenalarm auf Hawaii 2018 war ein am Morgen des 13. Januar 2018 ausgelöster Falschalarm im US-amerikanischen Bundesstaat Hawaii. Ausgelöst wurde der Alarm durch einen falschen Mausklick eines Mitarbeiters der Hawaiian Emergency Management Agency. Der Vorfall ist ein vielfach rezipiertes Beispiel für schlechtes Interfacedesign, das teilweise als ursächlich für das Auslösen des Fehlalarms angesehen wird. Andere Berichte verweisen dagegen darauf, dass der den Alarm auslösende Mitarbeiter den Alarm bewusst und in der Überzeugung, es handele sich nicht um eine Übung, ausgelöst habe.
Der Vorfall fiel zeitlich in die Nordkorea-Krise mit Spannungen zwischen den Vereinigten Staaten und Nordkorea. In der nordkoreanischen Rodong Sinmun wurde der Vorfall mit Häme aufgenommen.

## Belege
1. ↑  Hawaii: 38 Minuten Todesangst wegen Raketen-Fehlalarm. In: Der Spiegel. 14. Januar 2018, ISSN 2195-1349 (spiegel.de [abgerufen am 29. Dezember 2023]).
2. ↑  Alex Hern: Hawaii missile false alarm due to badly designed user interface, reports say. In: The Guardian. 15. Januar 2018, ISSN 0261-3077 (theguardian.com [abgerufen am 29. Dezember 2023]).
3. ↑  Prototypr Editors: Dangerous Drop-Downs? ️Bad UI Design Caused ⚠️Hawaii’s False Missile Alert. 19. Januar 2018, abgerufen am 29. Dezember 2023 (englisch).
4. ↑  Associated Press: Hawaii worker who sent missile alert was '100% sure' attack was real. In: The Guardian. 3. Februar 2018, ISSN 0261-3077 (theguardian.com [abgerufen am 2. Januar 2024]).
5. ↑  By Associated Press & New York Times, 2018 Jan. 16: North Korea mocks Trump, calls Hawaii’s false alarm a ‘tragicomedy’. 16. Januar 2018, abgerufen am 2. Januar 2024 (amerikanisches Englisch).